# 伊丹市立松崎中学校
伊丹市立松崎中学校（いたみしりつまつざきちゅうがっこう）は、兵庫県伊丹市にある公立中学校。

## 沿革
- 1975年（昭和50年） - 伊丹市立西中学校・南中学校のマンモス化を解消するため、西南部中学校を建設。

## 著名な有名人
- 田中将大 - プロ野球選手（読売ジャイアンツ投手）
- 坂本勇人 - プロ野球選手（読売ジャイアンツ内野手）
- 太野彩香 - アイドル（NGT48メンバー）

## 通学区域が隣接している学校
- 伊丹市立天王寺川中学校
- 伊丹市立西中学校
- 伊丹市立笹原中学校
- 尼崎市立武庫東中学校
- 尼崎市立常陽中学校